# Leiocephalus macropus
Espèce
Synonymes
- Liocephalus macropus Cope, 1863

Leiocephalus macropus est une espèce de sauriens de la famille des Leiocephalidae.

## Répartition
Cette espèce est endémique de Cuba.

## Liste des sous-espèces
Selon The Reptile Database (22 mars 2013) :
- Leiocephalus macropus aegialus Schwartz & Garrido, 1967
- Leiocephalus macropus asbolomus Schwartz & Garrido, 1967
- Leiocephalus macropus felinoi Garrido, 1979
- Leiocephalus macropus hoplites Zug, 1959
- Leiocephalus macropus hyacinthurus Zug, 1959
- Leiocephalus macropus immaculatus Hardy, 1958
- Leiocephalus macropus koopmani Zug, 1959
- Leiocephalus macropus lenticulatus Garrido, 1973
- Leiocephalus macropus macropus (Cope, 1863)
- Leiocephalus macropus phylax Schwartz & Garrido, 1967
- Leiocephalus macropus torrei Garrido, 1979

## Publication originale
- Cope, 1863 "1862" : Contributions to Neotropical saurology. Proceedings of the Academy of Natural Sciences of Philadelphia, vol. 14, p. 176-188 (texte intégral).
- Garrido, 1973 : Nueva especie de Leiocephalus (Lacertilia, Iguanidae) para Cuba. Poeyana, vol. 116, p. 1-19.
- Garrido, 1979 : Nuevas subespecies de Leiocephalus macropus Cope (Lacertilia: Iguanidae) para Cuba. Poeyana, vol. 188, p. 1-16.
- Hardy, 1958 : A geographic variant gradient in the Cuban lizard Leiocephalus macropus Cope. Herpetologica, vol. 13, no 3, p. 275-276.
- Schwartz & Garrido, 1967 : A review of the Cuban lizard Leiocephalus macropus Cope. Reading Public Museum and Art Gallery, vol. 14, p. 1-41.
- Zug, 1959 : Three new subspecies of the lizard Leiocephalus macropus Cope from Cuba.  Proceedings of the Biological Society of Washington, vol. 72, p. 139-150 (texte intégral).